# Johannes Läpple
 Johannes Läpple (* 7. Januar 1815 in Flacht (Oberamt Leonberg); † 1. Mai 1860 in Heilbronn; auch Johann Läpple) war ein deutscher Künstler. Er war als Zeichenlehrer in Heilbronn tätig und schuf die Vorlagen für zahlreiche Lithographien.

## Leben
Johann Läpple wurde am 7. Januar 1815 in Flacht als Sohn eines Bäckermeisters geboren. Er besuchte bis zur Konfirmation die Elementarschule. Danach arbeitete er beim Tübinger Verlag der Buchhandlung Zu-Guttenberg des Esslinger Oberjustizrats Dr. Karl Ludwig Wilhelm Hofacker (1794–1866). Dort wurde er in Latein, Griechisch und Französisch unterrichtet. Als Hofacker nach Stuttgart zog, um dort literarisch zu arbeiten, wurde Läpple als dessen Sekretär tätig. Hofacker entdeckte bei Läpple dessen Kunsttalent und ermöglichte ihm, für zwei Jahre die Kunst- und Gewerbeschule besuchen. Läpple arbeitete für Lithographen, indem er Musterzeichnungen für die Teppichfabrikanten Rapp und Landauer anfertigte.
Im Alter von 21 Jahren arbeitete er als Industriezeichner für das Fürstlich Fürstenberg'sche Oberhüttenamt in Bachzimmern. Später war er als Industriezeichner bei den Gebrüdern Stumm für die ausgedehnten Neunkircher Eisenwerke tätig. Dort ordnete er das Dekorationswesen und erteilte den mittellosen Arbeiterkindern Unterricht im Zeichnen und Modellieren. Ferdinand von Steinbeis war sowohl in Bachzimmern als auch in Neunkirchen Läpples Vorgesetzter und väterlicher Freund, der dem Lehrer seiner Kinder ein Stipendium des Fürsten von Fürstenberg für ein zweijähriges Studium in München verschaffte.
Danach arbeitete Läpple für den Verlag der Fr. Mangold‘schen Buchhandlung in Blaubeuren und schuf Illustrationen für verschiedene Verlagswerke.
Am 4. Juni 1846 wurde ihm die Stelle eines Lehrers an der neugegründeten Zeichen- und Modellierschule Heilbronn übertragen, die er im Oktober 1846 antrat. Mittels eines Dekrets vom 3. Juli 1847 erhielt er die Stelle eines Zeichenlehrers am Heilbronner Gymnasium und der Realanstalt. Am 27. März 1860 erhielt Läpple für sein verdienstvolles Wirken von König Wilhelm I. den Titel und Rang eines Professors.
Nach langem und schwerem Leiden verstarb Läpple am Nachmittag des 1. Mai 1860.
Der Orgelbauer Paul Erich Läpple, wohnhaft  in Paderborn, war der Sohn des Studienrats Paul Läpple und Enkel des Professors und Zeichenlehrers Johann Läpple.

## Bilder

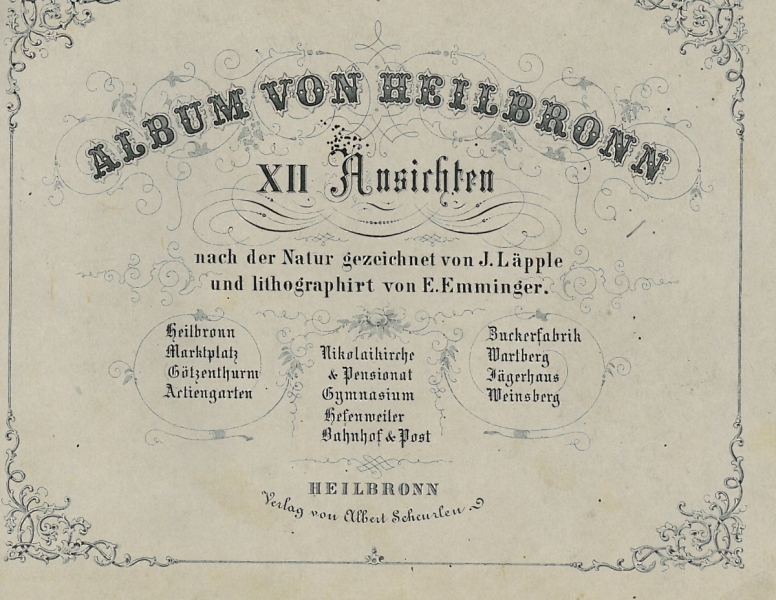
ALBUM VON HEILBRONN XII Ansichten nach der Natur gezeichnet von J. Läpple und lithographiert von E. Emminger
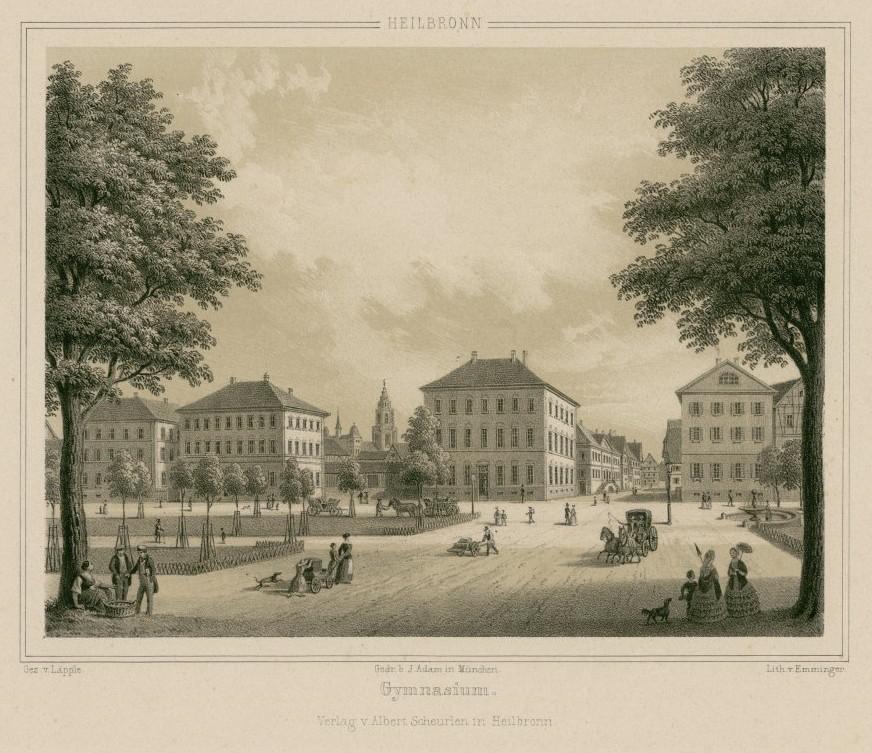
Gymnasium in Heilbronn, Lithographie nach Zeichnung von Johannes Läpple